# Catedral da Transfiguração

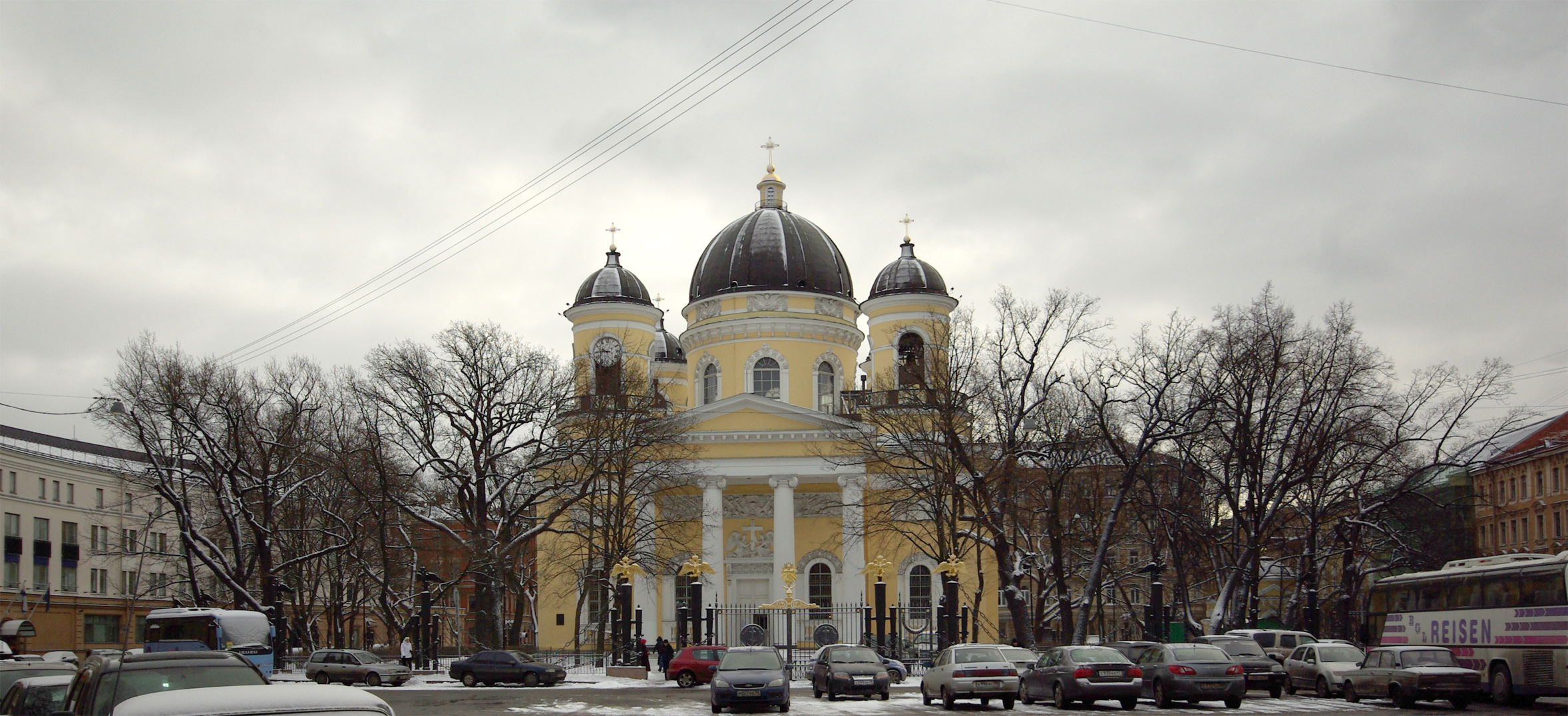
A Catedral da Transfiguração em São Petersburgo.

A Catedral da Transfiguração (em russo: собор Преображения Господня всей гвардии, literalmente Catedral da Transfiguração do Senhor de todos os Guardas) é uma catedral ortodoxa oriental. A catedral está localizada na Praça da Transfiguração (em russo: Преображенская площадь), no final da Liteyny Prospekt, perto da Estação Tchernichevskaia da Linha 1 do metrô de São Petersburgo, na Rússia. Diferentemente da maioria dos lugares de culto russo, este monumento arquitetural nunca deixou de funcionar como um local de culto.

## História
A construção da catedral foi encomendada pela Imperatriz Isabel da Rússia entre 1743 e 1754, com base em um projeto do arquiteto Mikhail Zemtsov. A catedral foi construída no lugar de um velho quartel, da divisão do granadeiro do Regimento Preobrazhensky em honra da ascensão da imperatriz no trono com a ajuda de alguns soldados e oficiais desse regimento. A pedra angular foi lançada em 9 de junho de 1743. Após a morte de Mikhail Zemtsov, Pietro Antonio Trezzini chefiou a construção. Trezzini alterou ligeiramente o projeto, mudando o estilo para barroco. A catedral foi abençoada pelo arcebispo Sylvester na presença da imperatriz, na véspera do dia santo da Transfiguração de Jesus. A Iconóstase e a copa do altar foram concluídas por lenhadores de Moscou a partir dos desenhos do arquiteto Bartolomeo Rastrelli. Os números foram pintados por M. L. Kolokolnikov.

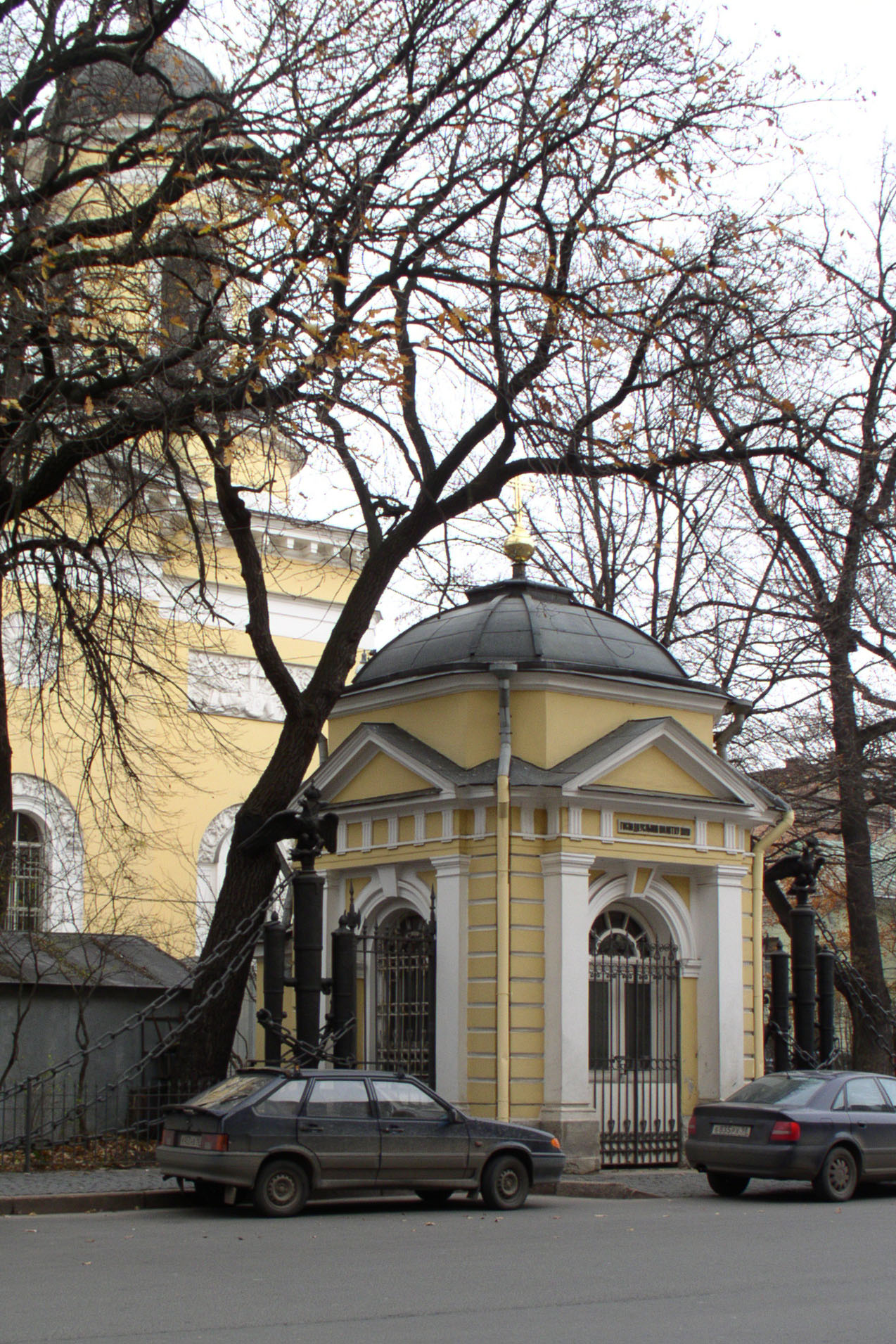
O detalhe das cercas da Catedral.

Durante o reinado do imperador Paulo I da Rússia, a regimental Catedral da Transfiguração recebeu o título honorário "de todos os Guardas" em 12 de novembro de 1796.
Em 8 de agosto de 1825, a primeira Catedral da Transfiguração foi perdida para o fogo. Tudo o que restava da catedral eram as paredes exteriores e os objetos sagrados essenciais, que haviam sido salvos.
Entre 1825 e 1829 foi reconstruído pelo arquiteto Vasily Stasov no estilo Império que existe hoje. O Metropolita Serafim reinaugurou a catedral reconstruída em 5 de agosto de 1829. O altar principal foi dedicado em honra do dia santo da Transfiguração de Cristo, a capela lateral direita em honra do Venerável Sérgio de Radonej, e a capela lateral esquerda (ao norte), em honra dos mártires Papa Clemente I e Pyotr Aleksandriysky, ambos de cuja festa é marcada em 25 de novembro.
Uma sociedade de caridade paroquial começou a funcionar na catedral em 1871, mantendo um abrigo para pobres, um abrigo de crianças, uma lanchonete, uma escola para crianças de soldados, e quartos livres de vida. Em 1912, se juntou uma Irmandade de Sobriedade e Castidade. No dia sagrado da Transfiguração de Cristo (nome popular - o Salvador da Maça), que ocorre em 6 de agosto, a catedral tem tradicionalmente hospedado um bazar de frutas.
Após a Revolução de Outubro de 1917, a catedral permaneceu aberta para a adoração. Em 1918 se transformou em uma igreja paroquial, e as bandeiras, munições, e os troféus da guerra mantidos lá foram removidos e transferidos ao museu da artilharia. Desde 1950 essas relíquias fazem parte da coleção do Hermitage. Também durante a década de 1920 muitos ícones valiosos foram removidos.
De 1922 a 1926 (sob a união de Antonin Granovsky da regeneração da igreja) e de 1935 à primavera de 1944 a catedral foi controlada pelos Renovacionismo. E a partir de 1939, depois que a Igreja do Salvador na Praça Sennaya fechou, era a Renovacionista igreja a principal em Leningrado. Durante o Cerco de Leningrado, foi construído um abrigo antiaéreo capaz de armazenar 500 pessoas no porão, onde foram dados os primeiros socorros aos feridos.
As fachadas e o interior foram restaurados entre 1946 e 1948.